# عيد الفايز
عيد الفايز (1945 - 9 أبريل 2025)، هو سياسي أردني، تقلد مناصب حكومية مختلفة مثل وزير العمل ووزير الدولة ووزير الشباب والرياضة ووزير الداخلية.
ولد عام 1945 في قرية منجا، الأردن. ينحدر من قبيلة بني صخر البدوية في الأردن. حصل على درجة البكالوريوس في تخصص الاقتصاد من جامعة بيروت العربية (BAU) في عام 1969. منذ ذلك الوقت وحتى عام 1983 عمل الفايز في القطاع الخاص في أمريكا. و في عام 1983 بدأ العمل في القطاع العام وتقلد مناصب حكومية مختلفة مثل وزير العمل ووزير الدولة ووزير الشباب والرياضة ووزير الداخلية التي شغلها لعدة سنوات بعد أحداث تفجيرات عمان عام 2005.
توفي يوم الأربعاء 9 أبريل 2025.

## الميداليات والأوسمة
- وسام الكوكب الأردني من الدرجة الأولى، والتي تعتبر من أرقى الميداليات والأوسمة في الأردن. تم منح هذا الوسام من قبل الملك نفسه للأفراد الذين يميزون أنفسهم من خلال خدمتهم الاستثنائية للأردن.[2]

## خبراته
- رئيس مجلس أمناء جامعة الزيتونة الأردنية 2011- (حالياً)
- رئيس المجلس الأعلى للدفاع المدني
- رئيس مجلس إدارة مؤسسة الضمان الاجتماعي
- رئيس مجلس إدارة مؤسسة التدريب المهني
- رئيس اتحاد الموانئ العربية
- رئيس الأكاديمية العربية للنقل البحري - الشارقة
- رئيس مجلس إدارة الشركة المتحدة لتنظيم النقل البري
- رئيس جمعية البادية الخيرية
- نائب رئيس سلطة منطقة العقبة الاقتصادية الخاصة
- عضو مجلس إدارة الاتحاد العربي للنقل البري
- عضو مجلس إدارة الشركة السورية الأردنية للمرور
- عضو مجلس إدارة الخطوط الملاحية الوطنية
- عضو مجلس إدارة المناطق الحرة
- عضو مجلس إدارة مؤسسة ميناء العقبة
- عضو مجلس إدارة في شركة النقل البري العراقية الأردنية
- عضو مجلس إدارة النادي الملكي للأبحاث
- عضو اللجنة الفنية العليا للصناعات الكيماوية
- عضو لجنة الخطة الخمسية لقطاع النقل
- عضو اللجنة الأولمبية الأردنية
- عضو اللجنة التنفيذية لجمعية الكشافة والمرشدات الأردنية
- عضو امانة عمان الكبرى
- عضو اللجنة العليا لتطوير المنطقة الجنوبية
- عضو مجلس الأمناء في الجامعة الأردنية
- عضو مجلس أمناء جامعة الزيتونة الأردنية

## روابط خارجية
- موقع رئاسة الوزراء الأردنية
- ويكيليكس : كابلجيت ، كابل 2007-11-26 (07AMMAN4693) السيرة الذاتية للحكومة الأردنية الجديدة